# Low Desert Punk
Low Desert Punk è una etichetta discografica californiana, fondata ad inizio 2008 da Brant Bjork, ex batterista di Kyuss e Fu Manchu, nonché cantante e chitarrista del gruppo Brant Bjork and the Bros, e Cale Bunker, un regista amico di lunga data di Brant. L'etichetta nasce dalle ceneri della Duna Records, fallita a fine 2007. 
Secondo il sito ufficiale  la nuova etichetta pubblicherà i vecchi e i nuovi dischi di Brant Bjork, sia in formato digitale, che in cd e vinile, ristampando anche alcuni classici mai pubblicati in vinile dalla Duna , come il disco dei Che con Alfredo Hernández alla batteria e Dave Dinsmore al basso. Inoltre, verrà pubblicato materiale vecchio e nuovo dei Fatso Jetson, la band stoner dei fratelli Lalli, in cui Brant ha militato negli anni '90.
La prima release ufficiale, prevista per la metà di maggio 2008 è Punk Rock Guilt. Si tratta di registrazioni del 2005 precedentemente note come "New Jersey Sessions", rimaste inedite.